# Lusofobia
Lusofobia ou antilusitanismo, seu sinónimo, consiste na hostilidade contra Portugal, contra o povo português ou a língua portuguesa e a cultura de Portugal.

## Etimologia
Assim como "lusitano", a palavra "lusofobia" deriva da Lusitânia, a antiga província romana que compreendia o que é atualmente o Centro e o Sul de Portugal, enquanto "fobia" que significa "medo de". O conceito é oposto lusofilia.

## Contexto histórico

### Brasil
No século XIX e já no século XVIII na Guerra dos Mascates, o termo foi algumas vezes usado para descrever o sentimento nacionalista do Brasil, com políticos liberais e jacobinistas do Rio de Janeiro e Pernambuco advogando pela redução do envolvimento dos imigrantes portugueses na economia local, embora curiosamente quase todos fossem descendentes luso-brasileiros.
Logo após a abdicação de D. Pedro I do Brasil em 1831, em favor de seu filho Pedro II do Brasil, os negros pobres, incluindo os escravos, encenaram motins antiportugueses nas ruas das grandes cidades do Brasil.

## Exemplos modernos

### Reino Unido
Em 2007, três anos após o desaparecimento da menina britânica Madeleine McCann na Praia da Luz, na região do Algarve, no sul de Portugal, muitos meios de comunicação do Reino Unido escreveram artigos altamente críticos que foram descritos como tendo "um toque de xenofobia arrogante". Apesar de alguns meios de comunicação terem tentado fomentar algum sentimento antiportuguês com ideias como boicotar Portugal como destino de férias para britânicos, isto não foi refletido na opinião pública em geral, visto que um número recorde de turistas provenientes do Reino Unido visitaram Portugal após o acontecimento. Considerado um recorde, as estimativas eram de 2 milhões de turistas britânicos em férias no território português em 2007. Notáveis artigos antiportugueses escritos por Tony Parsons receberam um número recorde de queixas a Press Complaints Commission neste ano.